# 沼尻竜典
沼尻 竜典（ぬまじり りゅうすけ、1964年 - ）は、日本の指揮者、作曲家、ピアニスト。桐朋学園大学教授。三鷹名誉市民。

## 略歴
東京都出身。桐朋学園大学卒業後、ベルリン芸術大学に留学。指揮を小澤征爾、秋山和慶、尾高忠明、ハンス=マルティン・ラーベンシュタイン、作曲を三善晃、ピアノを徳丸聡子、藤井一興に師事。
ブザンソン国際指揮者コンクール優勝後、国内オーケストラの主要ポストを歴任。海外での活動も多く、ロンドン交響楽団、ミラノ・ジュゼッペ・ヴェルディ交響楽団、シドニー交響楽団、トゥールーズ・キャピトル国立管弦楽団、ベルリン・ドイツ交響楽団、ベルリン・コンツェルトハウス管弦楽団、デュッセルドルフ交響楽団、ダルムシュタット国立歌劇場管弦楽団、ワイマール国立歌劇場管弦楽団、オーデンセ交響楽団（デンマーク）、ハイファ交響楽団（イスラエル）、香港フィルハーモニー管弦楽団などを指揮している。2008年にはカナダの名門、モントリオール交響楽団を指揮して北米進出を果たした。
オペラ指揮者としては1997年『後宮からの誘拐』でデビュー以降、国内外で幅広く活躍。1998年の滋賀県立芸術劇場びわ湖ホール開館時より、「青少年オペラ劇場」シリーズ（現在は「オペラへの招待」と改称）の指揮を、若杉弘初代芸術監督の在任中の9年間担当した。欧州では2005年、インスブルック・チロル歌劇場に『ドン・カルロ』で、ケルン歌劇場へはクシェネク作曲の『ジョニーは演奏する』でデビュー。2007年4月よりびわ湖ホール第2代芸術監督に就任。バレエ指揮者としても同年春、ジョン・アダムズ『室内交響曲』とマーラー『大地の歌』で、バイエルン国立歌劇場バレエ団の公演にデビューした。2013年には、リューベック歌劇場の音楽総監督 (GMD) に就任し、在任中にはペーター・コンヴィチュニー演出による『アッティラ』、『ボリス・ゴドゥノフ』などで大きな成功を収めた。ベルリン・コーミッシェオパー、バーゼル歌劇場、シュツットガルト歌劇場、シドニー・オペラハウスなどでも指揮をしている。
作曲活動も行っており、女声合唱とピアノのための『ポケットの星』がカワイ出版より刊行されている。また、横浜みなとみらいホール委嘱の歌劇『竹取物語』は、同ホールで2014年1月にセミ・ステージ形式により初演されたあと、ハノイオペラハウスとびわ湖ホールでも上演された。ピアニストとしては、自身の弾き振りとトウキョウ・ミタカ・フィルハーモニアによる27年がかりの「モーツアルト・ピアノ協奏曲全曲演奏」のプロジェクトが、三鷹市芸術文化センターにおいて進行中である。

## ポスト
- 1993年 - 1998年 新星日本交響楽団（2001年 に東京フィルハーモニー交響楽団と合併）正指揮者
- 1995年 - トウキョウ・モーツァルトプレーヤーズ（2016年にトウキョウ・ミタカ・フィルハーモニアと改称）を結成し音楽監督に就任
- 1999年 - 2003年 東京フィルハーモニー交響楽団正指揮者
- 2001年 - 2006年 名古屋フィルハーモニー交響楽団首席客演指揮者及び常任指揮者（第6代）
- 2003年 - 2008年 日本フィルハーモニー交響楽団正指揮者
- 2007年 - 2023年 びわ湖ホール芸術監督（第2代）
- 2008年 - 2014年 大阪センチュリー交響楽団（現：日本センチュリー交響楽団)首席客演指揮者
- 2010年 - 2013年 群馬交響楽団首席指揮者兼芸術アドヴァイザー
- 2011年 - 桐朋学園大学音楽学部指揮科教授に就任
- 2013年 - 2019年リューベック歌劇場音楽総監督及び首席客演指揮者
- 2022年 ‐ 神奈川フィルハーモニー管弦楽団音楽監督
- 2022年 ‐ 近江シンフォニエッタアドバイザー
- 2023年 - びわ湖ホール桂冠芸術監督

## 受賞・その他
- 1984年 - 笹川賞創作曲コンクール合唱部門1位
- 1990年 - ブザンソン国際指揮者コンクール優勝
- 1991年 - 出光音楽賞
- 1995年 - 日本音楽コンクール第8回コンクール委員会特別賞（共演賞）
- 1999年 - 渡邉曉雄音楽基金音楽賞
- 2001年 - 芸術選奨文部科学大臣新人賞
- 2002年 - 日本フィル定期演奏会「トゥーランガリーラ交響曲」がミュージック・ペンクラブ音楽賞（コンサート・パフォーマンス賞/日本人アーティスト部門）
- 2003年 - 日生劇場「ルル」（三幕版日本初演）[2]がミュージック・ペンクラブ音楽賞（コンサート・パフォーマンス賞/日本人アーティスト部門）
- 2004年 - 企画と指揮を担当した東京フィル「音楽の未来遺産・三善晃の世界」第三夜が文化庁芸術祭優秀賞
- 2004年 - 齋藤秀雄メモリアル基金賞
- 2005年 - 中島健蔵音楽賞
- 2005年 - 毎日芸術賞
- 2008年 - 「音楽の未来遺産・三善晃の世界」のライブ録音CDが文化庁芸術祭優秀賞
- 2009年 - びわ湖ホール沼尻竜典オペラセレクション「ルル」[3]が文化庁芸術祭優秀賞
- 2010年 - びわ湖ホール沼尻竜典オペラセレクション「トリスタンとイゾルデ」[4]の指揮により文化庁芸術祭優秀賞
- 2011年 - 芸術選奨文部科学大臣賞
- 2011年 - びわ湖ホール沼尻竜典オペラセレクション「トリスタンとイゾルデ」が三菱UFJ信託音楽賞
- 2012年 - 神奈川県民ホールオペラシリーズ（びわ湖ホールとの共同制作）「タンホイザー」[5]が三菱UFJ信託音楽賞
- 2013年 - 2019年リューベック歌劇場音楽総監督及び首席客演指揮者
- 2016年 - 自作のオペラ「竹取物語」[6]の上演が三菱UFJ信託音楽賞・奨励賞
- 2017年 - 春の褒章において紫綬褒章を受章[7]
- 2017年 - びわ湖ホールプロデュースオペラ「ラインの黄金」[8]が三菱UFJ信託音楽賞
- 2017年 - びわ湖ホール沼尻竜典オペラセレクション「ノルマ」[9]が文化庁芸術祭優秀賞
- 2019年 - びわ湖ホールプロデュースオペラ「ジークフリート」が三菱UFJ信託音楽賞
- 2020年 - びわ湖ホールプロデュースオペラ「神々の黄昏」が菊池寛賞、ミュージック・ペンクラブ音楽賞（オペラ・オーケストラ部門）
- 2021年 - 第51回ENEOS音楽賞（びわ湖ホールとの共同受賞）
- 2021年 - 三鷹市名誉市民に市議会全員一致で推挙
- 2022年 - 滋賀県文化賞